# Doclin
Doclin je obec v župě Caraș-Severin v Rumunsku. Žije zde přibližně 1 500 obyvatel. Součástí obce jsou i dvě okolní vesnice.

## Části obce
- Doclin – 467 obyvatel
- Biniș – 630 obyvatel
- Tirol – 425 obyvatel